# Penang
Penang (/pə'næŋ/ en malayo: Pulau Pinang) es uno de los estados que conforman Malasia, ubicado en la costa noroeste de la península de Malaca. Penang es el segundo estado más pequeño de Malasia luego de Perlis, y el octavo más poblado.
El estado se divide en cinco distritos, dos en la isla de Penang y tres en la península de Malaca. Penang está bordeada por los estados de Perak al sur y Kedah al norte y oeste.

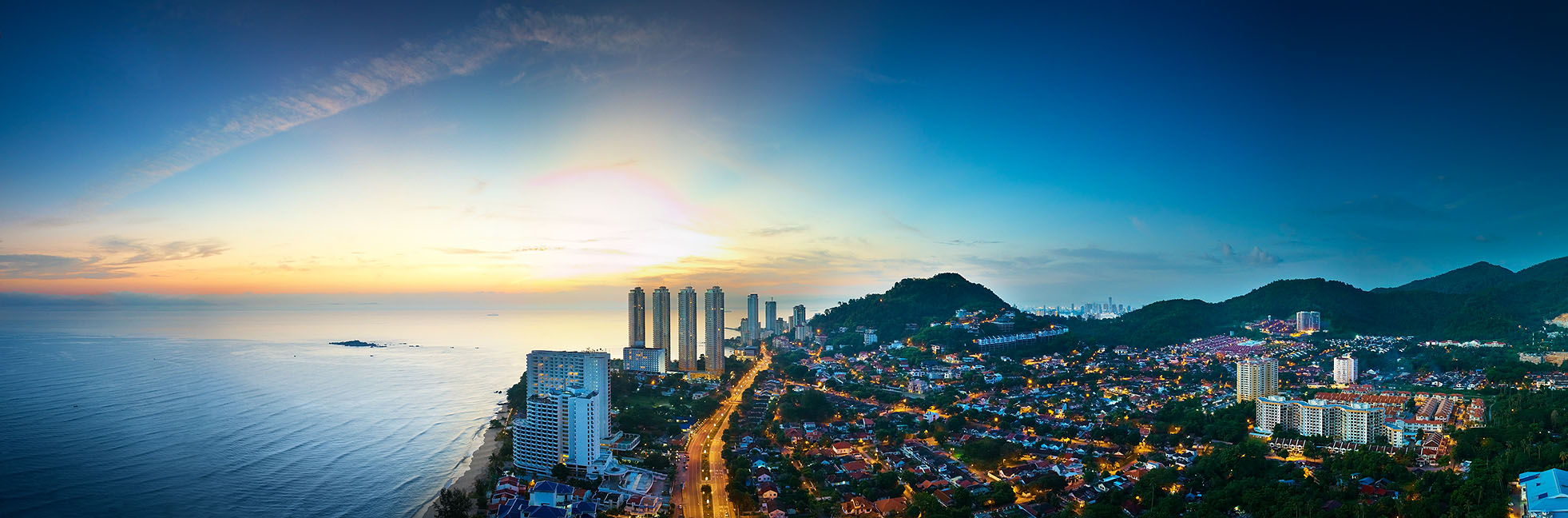
Panorámica de la Isla de Penang